# Nikola Kalinić (bàsquet)
Nikola Kalinić (Subotica, 8 Novembre de 1991) és un jugador professional serbi de bàsquet, jugador del FC Barcelona i de la selecció nacional de Sèrbia. Amb 2,03 m d'alçada juga d'aler, i ha estat sovint considerat com un dels millors alers alts de l'EuroLliga i del bàsquet Europeu. Ha estat campió de l'EuroLliga, 2017, lliga turca 3 vegades, 2016-2018, i la lliga sèrbia 2 vegades.